# Stony Rapids
Stony Rapids ist eine Siedlung im Norden von Saskatchewan am Südufer des Fond du Lac River. 
Die Siedlung hat den besonderen Status eines „nördlichen Weilers“ (Northern Hamlet) und damit eine eigenständige Verwaltung. Stony Rapids ist die nördlichste Siedlung in Saskatchewan mit einem offiziellen Gemeindestatus und ist umgeben vom Northern Saskatchewan Administration District (NSAD). 
Im Winter erreicht man Stony Rapids mit dem Schneemobil, dem Flugzeug oder über Winterstraßen, die das Dorf mit Uranium City und Fond-du-Lac verbinden. Stony Rapids besitzt eine Schule, zwei Gaststätten und Hotels, ein Krankenhaus, eine Post und zwei Bauunternehmen (Torson Contracting und Sandstone Development). Zudem existieren auch einige Fischerhütten in der Nähe. In der Region gibt es unter anderem Glasaugenbarsche, Arktische Äschen und Forellen.

## Gesundheitswesen
Das örtliche Krankenhaus „Athabasca Health Facility“ befindet sich östlich der Gemeinde im Gebiet eines Reservats der Black Lake Denesuliné Nation, einer Gruppe der Chipewyan. Es wurde 2003 eröffnet und ist Teil der regionalen Gesundheitsorganisation Athabasca Health Authority, welche von mehreren nördlichen Gemeinden und regionalen Gruppen der First Nations gegründet wurde.

## Demografie
Der Zensus im Jahr 2016 ergab für die Gemeinde eine Bevölkerungszahl von 262 Einwohnern. Die Bevölkerung hat damit im Vergleich zum letzten Zensus im Jahr 2011 etwas stärker als der Trend in der Provinz um 7,8 % zugenommen, während der Provinzdurchschnitt bei einer Bevölkerungszunahme von 6,3 % lag. Nach der Volkszählung von 2011 lebten 243 Menschen in Stony Rapids.